# 圣弗朗西斯科河畔贝伦
圣弗朗西斯科河畔贝伦（葡萄牙語：Belém do São Francisco）是巴西伯南布哥州的一个市镇。总面积1842.7平方公里，总人口20572人，人口密度11.2人/平方公里。